# Petr Slavíček
Petr Slavíček (* 19. května 1976 Olomouc) je český fyzikální chemik. Odborně se zabývá teoretickou fotochemií. Působí jako profesor fyzikální chemie na Ústavu fyzikální chemie VŠCHT v Praze.

## Akademická kariéra
V letech 1994–1999 vystudoval obor fyzikální chemie na Přírodovědecké fakultě Univerzity Karlovy v Praze. Doktorské studium absolvoval na Matematicko-fyzikální fakultě Univerzity Karlovy v Praze pod vedením školitele prof. Pavla Jungwirtha. Po doktorském studiu působil v letech 2003-2005 jako postdoktorand ve skupině prof. Todda J. Martíneze na Universitě v Illinois v Urbana-Champaign. V roce 2015 získal titul bakalář na Katolické teologické fakultě Univerzity Karlovy.
Od roku 2015 pracuje na VŠCHT Praha, kde vede Laboratoř teoretické fotodynamiky. Od roku 2020 vede Ústav fyzikální chemie VŠCHT.
Je členem redakční rady časopisu Vesmír. Dlouhodobě se věnuje práci s nadanými středoškolskými studenty v rámci chemické olympiády a přípravných letních soustředění na Běstvině.

## Vědecké zaměření
- rentgenová fotodynamika a spektroskopie
- atmosférická chemie a astrochemie
- fotostabilita biomolekul
- přenos elektronu a ionizace v solvatovaných systémech
- vývoj teoretických metod pro fotodynamiku
- solvatovaný elektron
- astrochemie

## Ocenění
- 2012 – Cena Učené společnosti pro pedagogy[2]
- 2015 – Cena Učené společnosti v kategorii mladší vědecký pracovník do 40 let[3]
- 2016 – Cena Neuron pro mladé vědce[4]
- 2017 – Člen Učené společnosti ČR[5]